# 凯茜·瓦特
凯茜·瓦特（英語：Kathy Watt，1964年9月11日—），澳大利亚女子自行车运动员。她曾代表澳大利亚参加1992年和1996年夏季奥林匹克运动会自行车比赛，其中1992年奥运会获得一枚金牌和一枚银牌。